# Xã Fergus Falls, Quận Otter Tail, Minnesota
Xã Fergus Falls (tiếng Anh: Fergus Falls Township) là một xã thuộc quận Otter Tail, tiểu bang Minnesota, Hoa Kỳ. Năm 2010, dân số của xã này là 1.006 người.